# Ciosaniec (gmina)
Ciosaniec – dawna gmina wiejska istniejąca w latach 1945–1954 i 1973–1976. Siedzibą władz gminy był Ciosaniec.
Gmina Ciosaniec powstała po II wojnie światowej (1945) na terenie tzw. Ziem Odzyskanych (tzw. II okręg administracyjny – Dolny Śląsk). 25 września 1945 gmina – jako jednostka administracyjna powiatu babimojskiego – została powierzona administracji wojewody poznańskiego, po czym z dniem 28 czerwca 1946 została przyłączona do woj. poznańskiego. 6 lipca 1950 gmina wraz z całym powiatem babimojskim weszła w skład nowo utworzonego woj. zielonogórskiego. 1 stycznia 1951 jednostka weszła w skład nowo utworzonego powiatu sulechowskiego.
Według stanu z 1 lipca 1952 gmina składała się z 9 gromad: Bagno, Ciosaniec, Droniki, Łupica, Rudno, Spokojna, Szreniawa, Śmieszkowo i Świętno. Gmina została zniesiona 29 września 1954 wraz z reformą wprowadzającą gromady w miejsce gmin (gromadę Ciosaniec przyłączono 1 stycznia 1955 do powiatu wschowskiego).
Jednostkę reaktywowano 1 stycznia 1973; tym razem weszła ona w skład powiatu wschowskiego w woj. zielonogórskim. 1 czerwca 1975 gmina weszła w skład nowo utworzonego (mniejszego) woj. zielonogórskiego. 15 stycznia 1976 gmina została zniesiona przez połączenie z dotychczasową gminą Sława w nową gminę Sława.